# Prosinec 2021
Toto je archivovaný článek z portálu Aktuality.
1. prosince – středa
 Ve věku 102 let zemřel cestovatel a spisovatel Miroslav Zikmund. 
 Ženská tenisová asociace kvůli aféře kolem tenistky Pcheng Šuaj zrušila veškeré tenisové turnaje v Číně. 
2. prosince – čtvrtek
 Probační a mediační služba přestala používat elektronické náramky pro odsouzené vykonávající trest domácího vězení. 
3. prosince – pátek
 Ústavní soud České republiky obnovil trestní stíhání bývalého československého předsedy vlády Lubomíra Štrougala a ministra vnitra Vratislava Vajnara. 
4. prosince – sobota
 Erupce sopky Semeru na ostrově Jáva provázená spadem sopečného popela, pyroklastickými proudy, lahary způsobila zranění desítkám lidí. 
5. prosince – neděle
 Ve věku 98 let zemřel americký právník, republikánský politik, senátor a několikanásobný kandidát na prezidenta Bob Dole. 
6. prosince – pondělí
 Karl Nehammer složil přísahu a stal se novým rakouským kancléřem. 
 Nositelka Nobelovy ceny za mír Su Ťij a svržený barmský prezident Win Myin byli odsouzeni k dvěma rokům odnětí svobody za údajné podněcování k násilí a porušování koronavirových opatření. 
 Ve věku 78 let zemřel maďarský zpěvák a člen skupiny Omega János Kóbor. 
 USA kvůli porušování lidských práv vyhlásily diplomatický bojkot zimních olympijských her v Pekingu. 
7. prosince – úterý
 Chilský parlament schválil stejnopohlavní manželství. 
8. prosince – středa
 Olaf Scholz byl zvolen německým kancléřem. 
10. prosince – pátek
 Magnus Carlsen obhájil titul mistra světa v šachu. 
12. prosince – neděle
 Obyvatelé Nové Kaledonie odmítli v referendu nezávislost na Francii. Domorodí Kanakové referendum bojkotovali. 
 Max Verstappen z týmu Red Bull se stal mistrem světa F1. 
14. prosince – úterý
 Běloruský opoziční politik Sjarhej Cichanouski byl odsouzen k 18 letům odnětí svobody za svou roli v protirežimních protestech. 
13. prosince – pondělí
 Elon Musk byl vyhlášen osobností roku časopisu Time. 
17. prosince – pátek
 Prezident Miloš Zeman jmenoval na zámku v Lánech vládu Petra Fialy. 
 Při požáru kancelářské budovy v Ósace uhořelo 27 lidí. Policie šetří podezření ze žhářství. 
18. prosince – sobota
 Ve věku 88 let zemřel britský architekt Richard Rogers. 
20. prosince – pondělí
 Evropská komise schválila podmíněnou registraci vakcíny NovaVax proti onemocnění covid-19. Jedna ze složek očkovací látky by se mohla vyrábět také v Česku. 
25. prosince – sobota
 Raketa Ariane 5, nesoucí Vesmírný dalekohled Jamese Webba, odstartovala z kosmodromu Kourou ve Francouzské Guyaně. 
26. prosince – neděle
 Ve věku 90 let zemřel jihoafrický kardinál Desmond Tutu, nositel Nobelovy ceny za mír. 
27. prosince – pondělí
 Nákaza variantou viru H5N1 ptačí chřipky ve velkochovu v Libotenicích na Litoměřicku si vyžádala jeho likvidaci. 
28. prosince – úterý
 Nejvyšší soud Ruské federace nařídil rozpuštění Memorialu, nejstarší ruské organizace na ochranu lidských práv. 
29. prosince – středa
 Kvůli šíření koronaviru v týmech bylo Mistrovství světa juniorů v ledním hokeji 2022 v kanadském Edmontonu a Red Deer předčasně ukončeno. 
30. prosince – čtvrtek
 Ve věku 72 let zemřel Karel Loprais, automobilový závodník a šestinásobný vítěz automobilových závodů Rallye Dakar v kategorii kamionů. 
31. prosince – pátek
 Ve věku 99 let zemřela americká herečka a komička Betty White.
 V Česku byl nejteplejší silvestrovský den od roku 1935. V Děčíně a Českých Budějovicích meteorologové naměřili 15,3 °C.